# Kjerstin Göransson-Ljungman

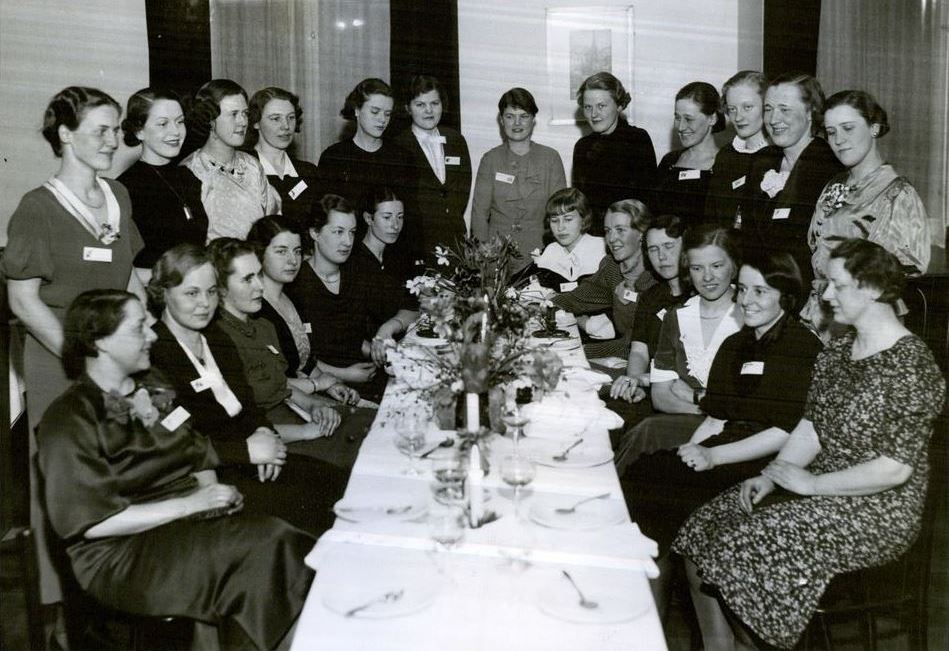
Kvinnliga teknologers sammanslutnings 10-årsjubileum 1937 (Göransson-Ljungman sittande längst till vänster).

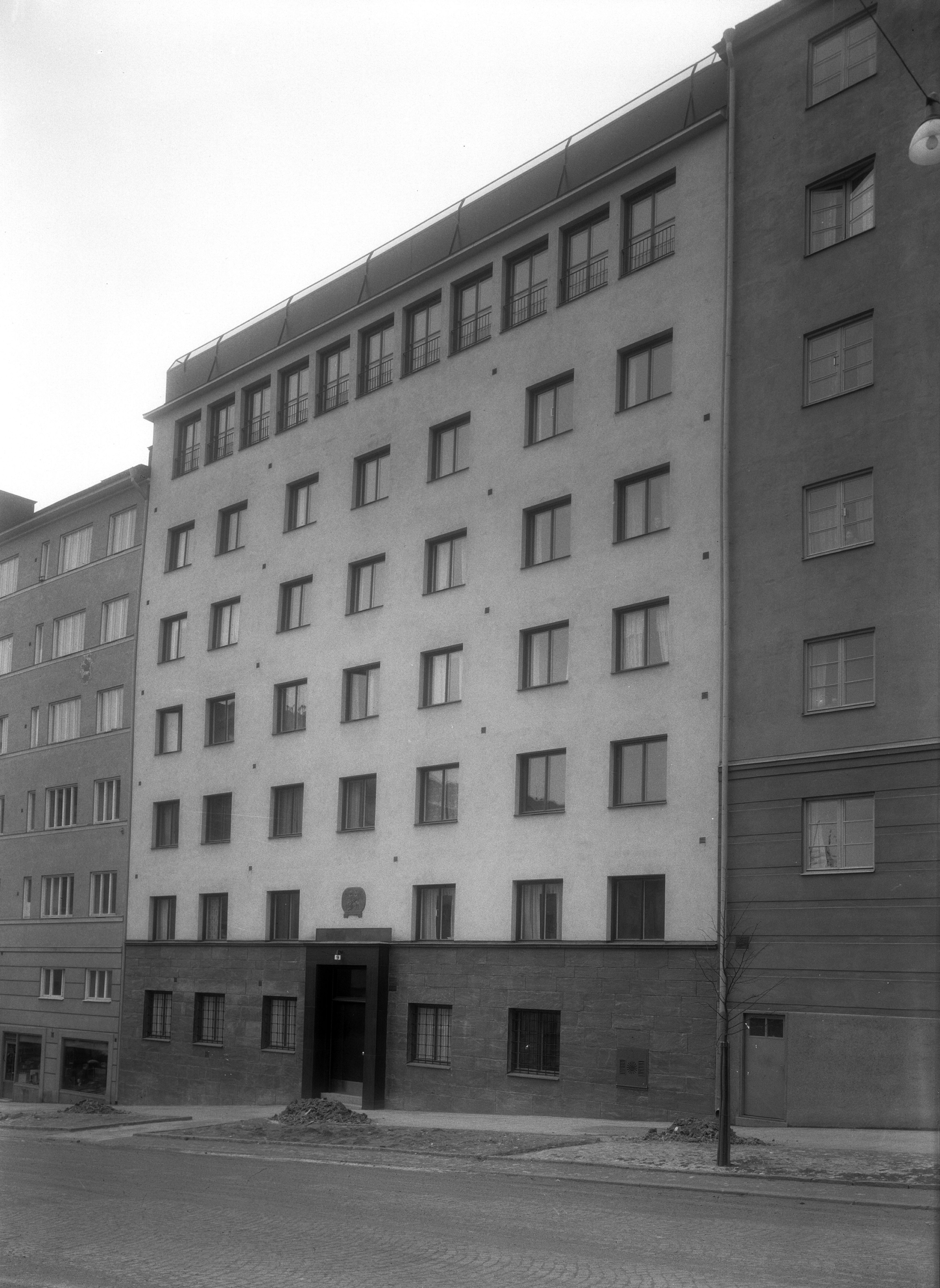
Fredrik Eens Minne, hem för ensamma mödrar. Ritat av Kjerstin Göransson-Ljungman och Ingeborg Wærn Bugge.

Kjerstin Gertrud Elisabet Göransson-Ljungman, född 12 februari 1901 i Stockholm, död 20 april 1971 i Sigtuna, var en svensk författare, målare och arkitekt. Hon var mellan 1928 och 1933 gift med Edvard Stenlåås och från 1944 till 1951 med skådespelaren Curt Norin.
Hon studerade måleri vid Althins målarskola 1922 samtidigt som hon bedrev studier vid Uppsala universitet. 1922 vistades hon en kort period i England och studerade för Hardy och därefter var hon fram till 1923 elev vid Wilhelmsons målarskola i Stockholm. 1924 inledde hon studier i arkitektur vid KTH i Stockholm med examen 1928. År 1927 under studietiden grundade hon kårföreningen Kvinnliga Teknologers Sammanslutning och var dess ordförande 1929. Hon drev arkitektkontor med Ingeborg Wærn Bugge 1929–1936. De ritade bland annat byggnaden för stiftelsen till Fredric Eens minne i Stockholm 1936. Som författare har hon utgivit ett flertal böcker om bostadstekniska arbeten. Hennes första roman utkom 1939 och var detektivromanen Tjugosju sekundmeter, snö. Som konstnär medverkade hon i Svenska målarinnors utställning i Gävle 1938 samt med tillsammans med Maggie Wibom på konstsalongen Rolambshof i Stockholm.
Det var författarskapet och måleriet som upptog hennes tid och blev hennes yrke.

## Priser och utmärkelser
- Sherlock-priset 1959